# Noémie Happart
Pour les articles homonymes, voir Happart.
Noémie Happart, née le 1er juin 1993 à Grâce-Hollogne, a remporté le 6 janvier 2013 le titre de Miss Belgique 2013, succédant à Laura Beyne à ce titre. Elle a aussi été élue Miss Sport la soirée précédant son élection de Miss Belgique.
Elle participe à Miss Monde où elle termine onzième.

## Biographie
Noémie Happart étudie à l'université de Liège, en psychologie optique logopédie, à la suite d'une année de médecine.
Ses activités sont essentiellement sportives, Noémie Happart pratiquant notamment le handball au Jeunesse Jemeppe, club où évolue ses frères, et la danse (non classique).
Depuis juin 2017, elle est mariée au footballeur Yannick Carrasco.